# 비르테 바이강
비르테 바이강(독일어: Birte Weigang, 1968년 1월 31일 ~ )은 배영과 접영을 주종목으로 활약한 전 동독의 수영 선수로 1988년 서울 올림픽에서 3개의 메달을 획득하였다.
라이프치히 출신의 바이강은 20세의 나이로 400m 혼계영에서 동료 선수들 크리스틴 오토, 질케 회르너, 카트린 마이스너와 함께 승리를 거두고, 100m - 200m 접영에서 둘다 은메달을 획득하였다. 그녀는 이에 앞서 1987년 유럽 선수권에서 400m 혼계영의 금메달을 획득하였다.
그녀는 한번 동독을 위하여 올해의 축구 선수였던 전설적 호르스트 바이강의 딸이다. SC 투르비네 에르푸르트에서 자신의 경력을 시작한 바이강은 1985년 17세의 나이로 유럽 배영 챔피언이 될 때 자신의 가장 큰 성공을 축제벌였다. 후에 그녀는 접영에 집중하고, 마드리드에서 열린 1986년 세계 수영 선수권 대회에서 은메달을 땄다.
자신의 수영 경력을 포기한 후, 코치가 되었다.